# انگد روشنان
انگد روشنان (Angad Rošnān) (یعنی: روشنان غنی و دارا) نام یک شعر بلند مانوی است که به زبان پهلوی اشکانی سروده شده‌است.
تمامی این شعر بلند دربارهٔ سفر روح است پس از رهایی از زندان تن -یا جهان تاریکی- به جهان روشنایی و رسیدن به پدر نخستین و مادر زندگان و روشنان دارا. درون‌مایه اصلی این اشعار با سرودهای عارفان ایرانی همانندی بسیار زیادی دارد.
متن اشعار در بندهای چهار مصراعی است و این شعر شامل فصولی است که «اندام» نامیده شده‌است.
اصل شعر از یافته‌های بیابان تورفان در غرب چین است و توسط «مری بویس» استاد زبان‌های باستانی ایران در لندن، و به راهنمایی مستقیم والتر هنینگ بازسازی و به انگلیسی ترجمه شده و همراه با یک شعر بلند دیگر، در کتابی با عنوان «مجموعه سروده‌های مانوی به زبان پارتی» در سال ۱۹۵۴ مسیحی، در لندن به چاپ رسیده‌است. 
مری بویس هر بند این شعر را در دو مصرع ترجمه کرده‌است.

## نمونه متن
آغاز:
۱-[ای] محبوب روشنان دارا
به مهربانی توانایم کن
مرا یاری کن
به همهٔ عطایایت
۲-ای خدا! روح مرا
بیارای، و مرا پاسخ ده
و مرا یاری کن
در میان همه دشمنان.
۳-همه ویرانی‌ها [را]
بگذران از من
از کالبدهای فریبکار آنان
که با درد شکنجه‌ام می‌کنند
۴-تو،[ای] محبوب
ستوده و ثواب‌کننده
آزادم کن از [....] آنان